# Microstylum galactodes
Microstylum galactodes là một loài ruồi trong họ Asilidae. Microstylum galactodes được Loew miêu tả năm 1866. Loài này phân bố ở vùng Tân Bắc giới.